# تشارلز كنت (كاتب إنجليزي)
تشارلز كنت (بالإنجليزية: Charles Kent)‏ (1823 - 1902)؛ صحفي، شاعر وروائي بريطاني.